# ジャパン・マスターズ
ジャパン・マスターズ（Japan Masters）は、2023年から日本で開催されている、バドミントンの国際大会。
大会グレードはBWFワールドツアースーパー500。2023年から2026年までは熊本市での開催が決定しているため、熊本マスターズとも呼ばれる。

## 優勝選手
| 年   | 男子シングルス         | 女子シングルス                     | 男子ダブルス  | 女子ダブルス | 混合ダブルス  |
| ---- | ---------------------- | ---------------------------------- | ------------- | ------------ | ------------- |
| 2023 | ビクター・アクセルセン | グレゴリア・マリスカ・トゥンジュン | 何濟霆 任翔宇 | 張殊賢 鄭雨  | 鄭思維 黄雅瓊 |